# 3. Liga
La Dritte Liga o semplicemente 3. Liga (ted. terza lega), è la terza divisione del campionato tedesco di calcio. È stata introdotta a partire dalla stagione 2008-2009, dopo che la sua istituzione era stata deliberata nell'estate del 2006 dalla DFB per attutire il danno per i club esclusi dalla Zweite Bundesliga.
Questa divisione include anche diverse squadre riserve delle società della Bundesliga. A coronare il passaggio al professionismo è arrivata nel 2021 l’ammissione a European Leagues, seppur come membro associato in quanto il torneo non è organizzato da una lega ma direttamente dalla Federazione.
Le squadre della Dritte Liga sono 20, di cui 2 al momento riserve, con due promozioni dirette e una allo spareggio con la terzultima classificata della 2. Bundesliga, tenendo presente però che le formazioni riserva non possono ascendere. Quattro squadre di qualunque genere retrocedono.

## Storia
L'8 settembre 2006, la Federazione calcistica della Germania (DFB) annunciò la creazione di una terza lega. Essa doveva inizialmente chiamarsi 3. Bundesliga, ma fu poi denominata 3. Liga per il fatto che la divisione sarebbe stata amministrata proprio dalla DFB e non dalla Lega Calcio tedesca (Deutsche Fußball Liga).
Alla fine della stagione 2007-2008 le squadre che si sono classificate ai primi due posti dei due gironi di Regionalliga sono state promosse direttamente in Zweite Bundesliga. Quelle che si sono classificate dal terzo al decimo posto, ferme restando le restrizioni per le squadre riserve, sono state promosse in Dritte Bundesliga. A questi sedici club si sono aggiunti infine i quattro retrocessi dalla Zweite Liga che hanno portato l'attuale numero di squadre a venti.
La DFB, come già introdotto prima, creò delle restrizioni a proposito delle squadre riserve. Potevano partecipare alla stagione 2008-2009 di 3. Liga solo un numero massimo di quattro squadre riserve di club militanti nelle prime due divisioni e dovevano essersi classificate tra il terzo e il decimo posto.

## Squadre
Di seguito l'organico della stagione 2024-2025 con 18 titolari e due riserve.
| Club                 | Città                   | Stadio                   | Capienza |
| -------------------- | ----------------------- | ------------------------ | -------- |
| Alemannia Aquisgrana | Aquisgrana              | Stadio Tivoli            | 32 960   |
| Arminia Bielefeld    | Bielefeld               | SchücoArena              | 27 300   |
| Borussia Dortmund II | Dortmund                | Stadion Rote Erde        | 10 000   |
| Dinamo Dresda        | Dresda                  | DDV-Stadion              | 32 085   |
| Energie Cottbus      | Cottbus                 | Stadion der Freundschaft | 22 528   |
| Erzgebirge Aue       | Aue                     | Erzgebirgsstadion        | 15 711   |
| Hannover 96 II       | Hannover                | Eilenriedestadion        | 2 500    |
| Hansa Rostock        | Rostock                 | Ostseestadion            | 29 000   |
| Ingolstadt 04        | Ingolstadt              | Audi-Sportpark           | 15 000   |
| Monaco 1860          | Monaco di Baviera       | Grünwalder Stadion       | 15 000   |
| Osnabrück            | Osnabruck               | Osnatel Arena            | 16 130   |
| Rot-Weiss Essen      | Essen                   | Stadion Essen            | 15 050   |
| Saarbrücken          | Saarbrücken             | Ludwigsparkstadion       | 16 000   |
| Sandhausen           | Sandhausen              | Hardtwaldstadion         | 10 600   |
| Stoccarda II         | Aspach                  | Mechatronik Arena        | 10 001   |
| Unterhaching         | Unterhaching            | Sportpark Unterhaching   | 15 053   |
| Verl                 | Verl                    | Benteler-Arena           | 15 000   |
| Viktoria Colonia     | Colonia                 | Sportpark Höhenberg      | 10 001   |
| Waldhof Mannheim     | Mannheim                | Carl-Benz-Stadion        | 27 000   |
| Wehen Wiesbaden      | Taunusstein - Wiesbaden | BRITA-Arena              | 12 560   |

## Partecipazioni per squadra
Sono 70 le squadre ad aver preso parte ai 18 campionati di 3. Liga che sono stati disputati a partire dalla stagione 2008-2009 fino alla stagione 2025-2026:
In grassetto le squadre che prendono parte alla stagione 2025-26
- 15 volte:  Wehen Wiesbaden
- 13 volte:  Osnabrück,  Unterhaching
- 12 volte:  Hallescher,  Hansa Rostock
- 10 volte:  Preußen Münster,  Rot-Weiß Erfurt,  Saarbrücken,  Stoccarda II
- 9 volte:  Dinamo Dresda,  Duisburg,  Jahn Ratisbona
- 8 volte:  Borussia Dortmund II,  Chemnitz,  Monaco 1860
- 7 volte:  Aalen,  Carl Zeiss Jena,  Erzgebirge Aue,  Ingolstadt 04,  Waldhof Mannheim,  Viktoria Colonia,  Werder Brema II,  Zwickau
- 6 volte:  Eintracht Braunschweig,  Magdeburgo,  Meppen,  Sandhausen,  Sonnenhof G.,  Verl,  Wacker Burghausen
- 5 volte:  Arminia Bielefeld,  Bayern Monaco II,  Energie Cottbus,  Fortuna Colonia,  Heidenheim,  Holstein Kiel,  Kickers Offenbach,  Kickers Stoccarda,  Kickers Würzburg
- 4 volte:  Kaiserslautern,  Rot-Weiss Essen
- 3 volte:  Alemannia Aquisgrana,  Babelsberg,  Darmstadt,  Friburgo II,  Karlsruhe,  Magonza II,  Paderborn,  Sportfreunde Lotte,  Uerdingen 05
- 2 volte:  Elversberg,  Havelse,  Lubecca,  Ulma,  Wuppertal
- 1 volta:  Bayreuth,  Coblenza,  Fortuna Düsseldorf,  FSV Francoforte,  Hannover 96 II,  Hoffenheim II,  Kickers Emden,  Oldenburg,  RB Lipsia,  Rot Weiss Ahlen,  RW Oberhausen,  Schweinfurt 05,  Türkgücü,  Union Berlino,  Viktoria Berlino

## Albo d'oro
| Stagione | Campione               | Seconda                | Terza                  | Capocannoniere                      |
| -------- | ---------------------- | ---------------------- | ---------------------- | ----------------------------------- |
| 2008-09  | Union Berlino          | Fortuna Düsseldorf     | Paderborn              | Anton Fink (21)                     |
| 2009-10  | Osnabrück              | Erzgebirge Aue         | Ingolstadt 04          | Régis Dorn (22)                     |
| 2010-11  | Eintracht Braunschweig | Hansa Rostock          | Dinamo Dresda          | Patrick Mayer Dominick Kumbela (19) |
| 2011-12  | Sandhausen             | Aalen                  | Jahn Ratisbona         | Marcel Reichwein (17)               |
| 2012-13  | Karlsruhe              | Arminia Bielefeld      | Osnabrück              | Anton Fink Fabian Klos (20)         |
| 2013-14  | Heidenheim             | RB Lipsia              | Darmstadt              | Dominik Stroh-Engel (27)            |
| 2014-15  | Arminia Bielefeld      | Duisburg               | Holstein Kiel          | Fabian Klos (23)                    |
| 2015-16  | Dinamo Dresda          | Erzgebirge Aue         | Kickers Würzburg       | Justin Eilers (23)                  |
| 2016-17  | Duisburg               | Holstein Kiel          | Jahn Ratisbona         | Christian Beck (17)                 |
| 2017-18  | Magdeburgo             | Paderborn              | Karlsruhe              | Manuel Schäffler (22)               |
| 2018-19  | Osnabrück              | Karlsruhe              | Wehen Wiesbaden        | Marvin Pourié (22)                  |
| 2019-20  | Bayern Monaco II       | Kickers Würzburg       | Eintracht Braunschweig | Kwasi Okyere Wriedt (24)            |
| 2020-21  | Dinamo Dresda          | Hansa Rostock          | Ingolstadt 04          | Sascha Mölders (22)                 |
| 2021-22  | Magdeburgo             | Eintracht Braunschweig | Kaiserslautern         | Marcel Bär (21)                     |
| 2022-23  | Elversberg             | Friburgo II            | Osnabrück              | Ahmet Arslan (25)                   |
| 2023-24  | Ulma                   | Preußen Münster        | Jahn Ratisbona         | Jannik Mause (18)                   |
| 2024-25  | Arminia Bielefeld      | Dinamo Dresda          | Saarbrücken            | Fatih Kaya (20)                     |

### Vittorie per squadra
| Squadra                | Vittorie | Stagione           |
| ---------------------- | -------- | ------------------ |
| Osnabrück              | 2        | 2009-10, 2018-19   |
| Arminia Bielefeld      | 2        | 2014-15, 2024-2025 |
| Dinamo Dresda          | 2        | 2015-16, 2020-21   |
| Magdeburgo             | 2        | 2017-18, 2021-22   |
| Union Berlino          | 1        | 2008-09            |
| Eintracht Braunschweig | 1        | 2010-11            |
| Sandhausen             | 1        | 2011-12            |
| Karlsruhe              | 1        | 2012-13            |
| Heidenheim             | 1        | 2013-14            |
| Duisburg               | 1        | 2016-17            |
| Bayern Monaco II       | 1        | 2019-20            |
| Elversberg             | 1        | 2022-23            |
| Ulma                   | 1        | 2023-24            |